# 短頭杜父魚
短頭杜父魚，為輻鰭魚綱鮋形目杜父魚亞目杜父魚科的其中一種，為溫帶淡水魚，分布於加拿大卑詩省、美國蒙大拿州、愛達荷州、華盛頓州、奧勒岡州淡水流域，體長可達15公分，棲息在岩石底質、水溫低的急流，生活習性不明。

## 擴展閱讀
維基物種上的相關：短頭杜父魚